# Diamond (Illinois)
Diamond és una població dels Estats Units a l'estat d'Illinois. Segons el cens del 2000 tenia 1.393 habitants.

## Demografia
Segons el cens del 2000, Diamond tenia 1.393 habitants, 551 habitatges, i 406 famílies. La densitat de població era de 340,4 habitants/km².
Dels 551 habitatges en un 36,1% hi vivien nens de menys de 18 anys, en un 53,5% hi vivien parelles casades, en un 14,7% dones solteres, i en un 26,3% no eren unitats familiars. En el 21,4% dels habitatges hi vivien persones soles el 5,6% de les quals corresponia a persones de 65 anys o més que vivien soles. El nombre mitjà de persones vivint en cada habitatge era de 2,53 i el nombre mitjà de persones que vivien en cada família era de 2,95.
Per edats la població es repartia de la següent manera: un 27,1% tenia menys de 18 anys, un 9% entre 18 i 24, un 30,9% entre 25 i 44, un 23% de 45 a 60 i un 9,9% 65 anys o més.
L'edat mediana era de 35 anys. Per cada 100 dones de 18 o més anys hi havia 93,7 homes.
La renda mediana per habitatge era de 43.750 $ i la renda mediana per família de 49.688 $. Els homes tenien una renda mediana de 46.136 $ mentre que les dones 24.813 $. La renda per capita de la població era de 20.223 $. Aproximadament el 5,6% de les famílies i el 8,6% de la població estaven per davall del llindar de pobresa.

## Poblacions properes
El següent diagrama mostra les poblacions més properes.